# Emily Gorcenski

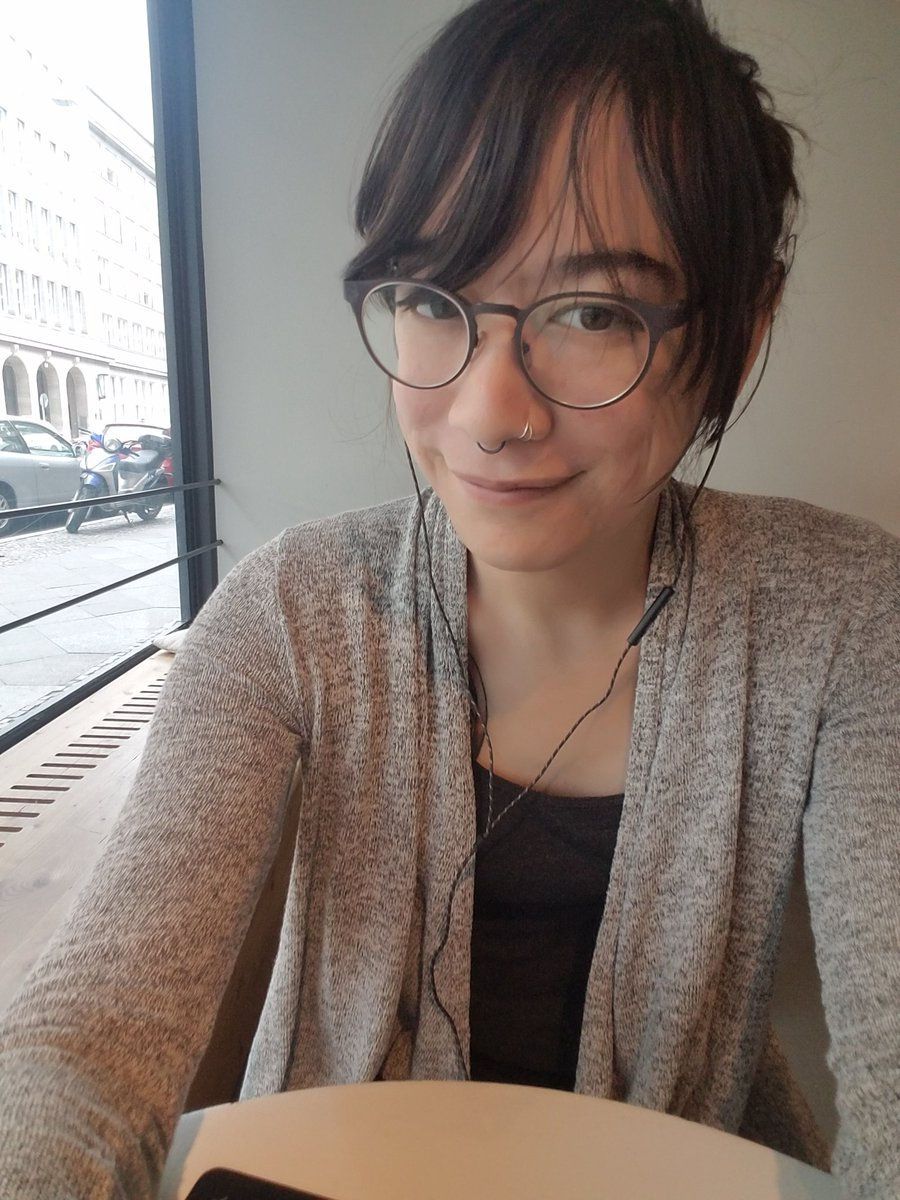
Porträtaufnahme von Emily Gorcenski

Emily Gorcenski (geboren 1982) ist eine amerikanische Datenwissenschaftlerin und Aktivistin, die in Deutschland (Berlin) lebt. Gorcenski war eine Gegendemonstrantin bei der „Unite the Right“-Kundgebung im Jahr 2017 und gründete anschließend die Website „First Vigil“ für die Prozessbeobachtung von Verfahren über Weiße Nationalisten.

## Frühes Leben und Ausbildung
Emily Gorcenski wuchs in Columbia (Connecticut) auf. Sie besuchte das Rensselaer Polytechnic Institute, wo sie Luftfahrt- und Maschinenbau studierte, bevor sie ihr Studium mit einem Abschluss in Mathematik beendete. Gorcenski ist trans.

## Aktivismus

### Unite the Right
Im August 2017 war Gorcenski eine Gegendemonstrantin bei der „Unite the Right“-Kundgebung in ihrer Heimatstadt Charlottesville in Virginia. Bei der „Fackel“-Kundgebung am 11. August wurde ihr von dem weißen Rechtsextremisten Christopher Cantwell Pfefferspray ins Gesicht gesprüht. Er bekannte sich der Körperverletzung für schuldig und wurde für fünf Jahre aus Virginia verbannt. Außerdem wurde Gorcenski auch von Vasillios Pistolis, Mitglied der Atomwaffendivision, angegriffen.
Nach dem Angriff auf der Kundgebung erstatteten Gorcenski und ein weiterer Demonstrant Anzeige gegen Cantwell, der ebenfalls eine Klage gegen sie einreichte. Daraufhin erhoben Gorcenski und ihr Mitangeklagter Gegenklage gegen Cantwell. In dem Prozess wurde Gorcenski sowohl von Cantwell als auch von seinem Anwalt Elmer Woodard wiederholt mit falschen Bezeichnungen (Misgendern) bedacht. Woodards Anträge, das Gericht möge Gorcenski mit ihrem Namen aus der Zeit vor der Transition anreden (und das Gericht möge männliche Pronomen verwenden), wurden beide abgelehnt. Beide Rechtsstreitigkeiten wurden 2018 mit einer gegenseitigen Freistellung von Ansprüchen beigelegt.
Aufgrund ihres öffentlichen Widerstands gegen die Kundgebung wurde Gorcenski online belästigt und gedoxt (⁣Gefährdendes Verbreiten personenbezogener Daten). Sie erzählte The Intercept, dass sie schon vor der Kundgebung in Charlottesville Opfer von transfeindlicher Belästigung geworden war. Gorcenski wurde im Oktober 2017 geswattet, nachdem der Organisator der Kundgebung, Jason Kessler, sie Berichten zufolge gedoxt hatte. Kessler wurde daraufhin verhaftet. Die Anklage wurde jedoch fallen gelassen, als neue Beweise zeigten, dass Kessler nicht das Konto kontrollierte, über das Gorcenskis Adresse veröffentlicht wurde. Aufgrund von Sicherheitsbedenken verließ Gorcenski 2018 Charlottesville und zog nach Berlin.

### Digital-Aktivismus
Gorcenskis Erfahrungen bei Unite the Right veranlassten sie dazu, ihre Fähigkeiten als Datenwissenschaftlerin einzusetzen, um bei der Identifizierung und Enttarnung von Weißen Nationalisten und Mitgliedern der „Alt-Right“, die in kriminelle Aktivitäten verwickelt sind, zu unterstützen. Gorcenski hat die Website „First Vigil“ eingerichtet, um Informationen über Prozesse gegen weiße Nationalisten und mit ihnen verbundene Personen zu sammeln. Die Website verwendet Gerichtsdokumente und andere öffentliche Aufzeichnungen.
Gorcenski wurde von der Zeitschrift Bitch für ihre Arbeit bei der Gründung von First Vigil zu einer der fünfzig einflussreichsten Feministinnen des Jahres 2018 ernannt. Im Jahr 2016 kritisierte Gorcenski die ethischen Aspekte einer Studie eines unabhängigen Forschers, der die privaten Daten von rund 70.000 Nutzern der Dating-Website OkCupid veröffentlicht hatte. Die betreffende Studie wurde vielfach als unethisch, rassistisch und als Verletzung der Privatsphäre der Nutzer kritisiert. Gorcenski berichtete über das Thema in einer Diskussion mit Sarah Jeong auf dem Mozfest 2017. Gorcenski spricht gelegentlich über die Ethik neu entstehender Technologien, wie z. B. Geräte für das Internet der Dinge. Im Jahr 2016 untersuchte Gorcenski die Software-Qualitätskontrollen für elektronische Wahlmaschinen und äußerte sich besorgt über das offenbar fehlende Vorhandensein verbindlicher Standards.

## Schriftstellerische Aktivitäten und Positionen
Gorcenski verfasst unregelmäßig politische Kommentare. Nach der umstrittenen Äußerung von Präsident Donald Trump, dass es bei der Kundgebung in Charlottesville „sehr gute Menschen auf beiden Seiten“ gegeben habe, schrieb Gorcenski einen Meinungsartikel für The Guardian, in dem sie argumentierte, dass seine Rede seine mangelnde Bereitschaft zeige, Neonazis zu kritisieren, was der weißen Vorherrschaft Vorschub leiste. Ihre Kritik erstreckt sich bisweilen auch auf die Demokratische Partei, die den Terroranschlag bei Unite the Right ihrer Meinung nach für politische Zwecke ausnutzt. Als Aktivistin für Transgenderrechte hat sie über die Gesundheitsfürsorge für transsexuelle US-Amerikaner geschrieben.